# Tympanogaster novicia
Tympanogaster novicia är en skalbaggsart som först beskrevs av Blackburn 1896.  Tympanogaster novicia ingår i släktet Tympanogaster och familjen vattenbrynsbaggar. Inga underarter finns listade i Catalogue of Life.